# Promiskuityzm
Promiskuityzm lub promiskuizm (łac. promisc(u)us – wspólny) – kontakty seksualne pozbawione więzi uczuciowych, podejmowane z przypadkowymi, często zmienianymi partnerami. Termin ten oznacza również układ społeczny, w którym panuje przyzwolenie na takie praktyki.
Promiskuityzm, czyli dążenie do kontaktów seksualnych z przypadkowymi partnerami może być objawem zaburzeń psychicznych u ludzi, np. może towarzyszyć depresji w wieku pokwitania.
Przykładami władców korzystających z seksu w ten sposób byli między innymi:
- caryca Katarzyna II Wielka,
- cesarz Karol V Habsburg,
- francuski król Henryk IV Burbon,
- hiszpański król Filip V Hiszpański,
- polski król Jan I Olbracht[4].

## Promiskuityzm u zwierząt
Strategia rozrodcza polegająca na braku wybiórczości w kontaktach seksualnych, kopulacje odbywa się z wszystkimi (lub niemal wszystkimi) dostępnymi w populacji partnerami. 
Klasyczny promiskuityzm występuje u szympansa bonobo, gdzie każdy samiec ma dostęp do każdej samicy, niezależnie od pozycji w hierarchii społecznej.